# ماركوس إيبس (لاعب كرة قدم أمريكية)
ماركوس إيبس (بالإنجليزية: Marcus Epps)‏ هو لاعب كرة قدم أمريكية أمريكي، ولد في 27 يناير 1996.

## وصلات خارجية
- ماركوس إيبس على موقع مرجع كرة القدم المحترفة.كوم (الإنجليزية)